# PetroChina
PetroChina (čínsky 中国石油天然气股份有限公司) je čínská ropná společnost vlastněná státem. Je to veřejná akciová společnost, jejíž akcie jsou obchodovatelné na světových burzách, nicméně její působení není globální ale omezené jen na Čínu. Hlavní sídlo má v Pekingu. Jedná se o největšího čínského dodavatele ropy a o jednu z celosvětově nejhodnotnějších firem z hlediska tržní kapitalizace (v září 2010 byla firmou vůbec nejhodnotnější).
Společnost bývá spojována s nelegálními obchody s ropou v Severní Koreji, kdy například čínskou a světovou veřejnost v roce 2012 pobouřil snímek ze satelitu u hranic se Severní Koreu, na kterém byly vidět kolony cisteren.[zdroj⁠?!]

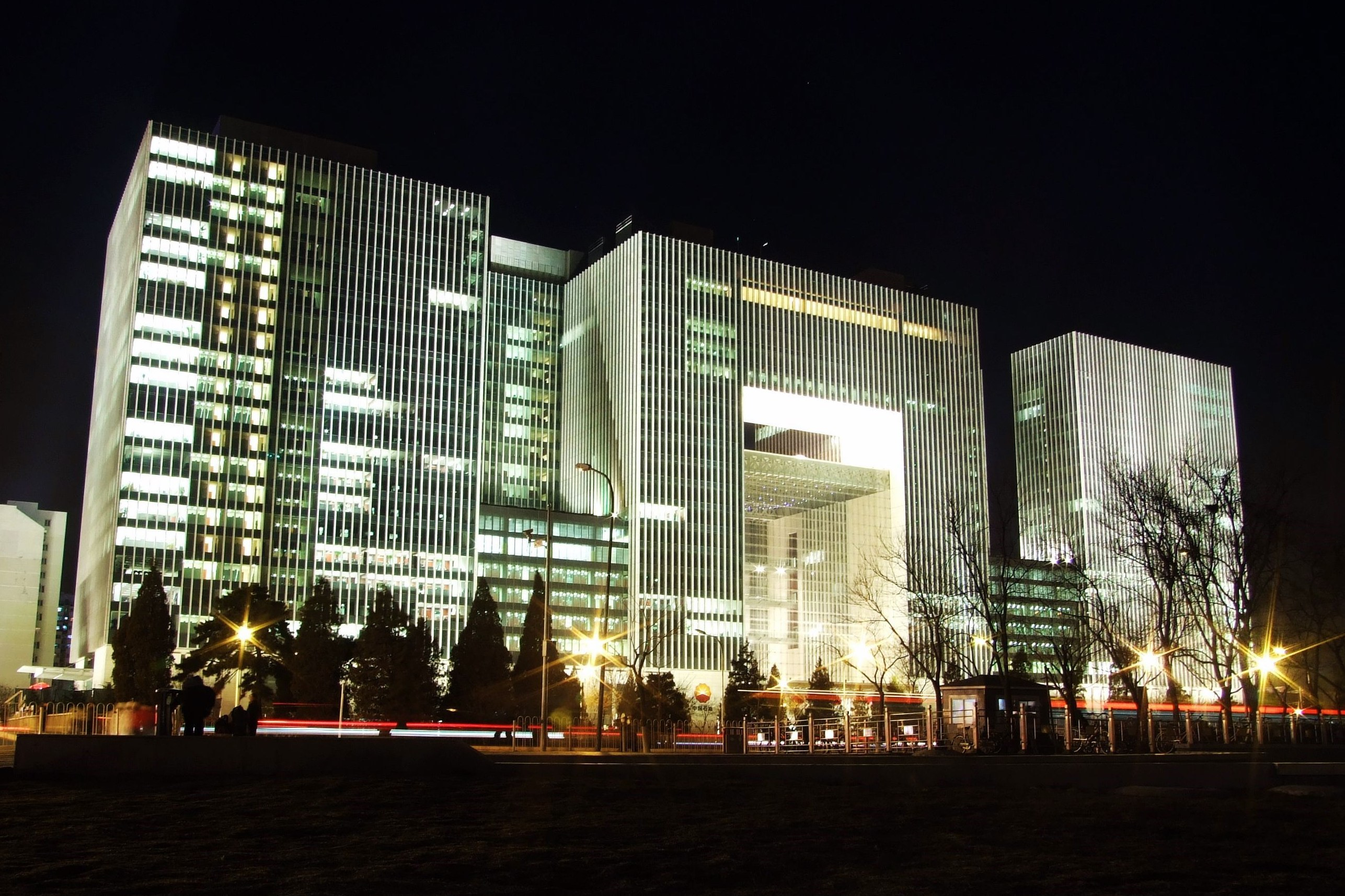
Ředitelství firmy
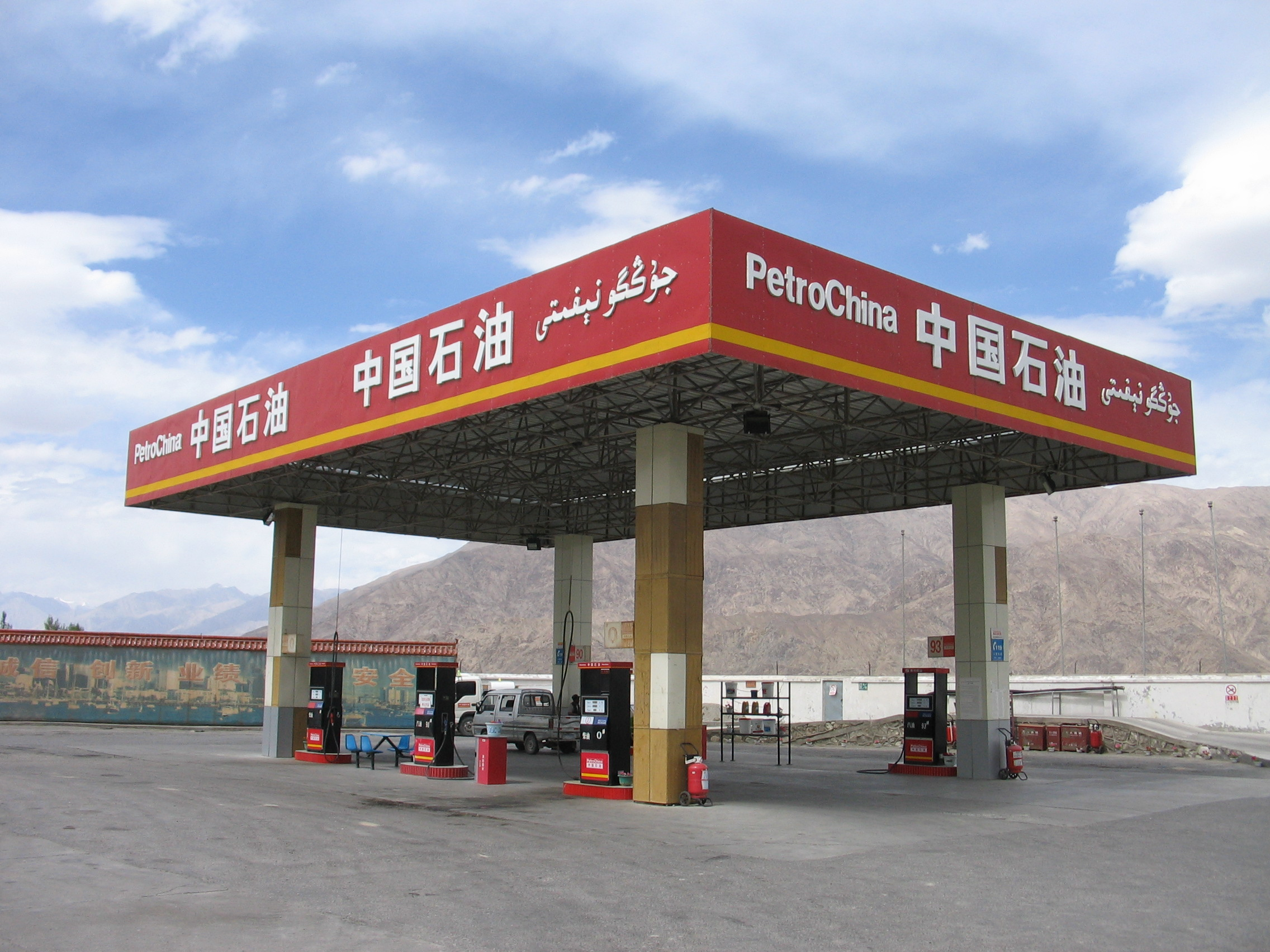
Čerpací stanice PetroChiny v Sin-ťiangu